# Peter Atkins (Drehbuchautor)
Peter Atkins (* 2. November 1955 in Liverpool) ist ein britischer Drehbuchautor.
Sein Debüt als Autor gab er 1988 mit seinem Drehbuch zu Hellbound – Hellraiser II. Er verfasste auch die Drehbücher zu den Fortsetzungen Hellraiser III und Hellraiser IV – Bloodline sowie mit Tony Randall zur Verfilmung des Mangas Fist of the North Star (1994). 1997 schrieb Atkins das Drehbuch zu dem Film Wes Craven’s Wishmaster und 2002 zu dessen Fortsetzung Wishmaster 4: Die Prophezeiung erfüllt sich. 1993 war er in dem Kurzfilm Down on the Waterfront zu sehen. Er war auch am Drehbuch zu Prisoners of the Sun (2013) beteiligt.
2022 veröffentlichte Atkins das Buch Hellraiser: Bloodline – The Original Screenplay, das sein ursprüngliches Drehbuch zum vierten Teil deer Hellraiser-Filmreihe umfasst.
Er ist verheiratet und lebt in Los Angeles.